# Salud Uninorte
Salud Uninorte es el órgano de divulgación oficial de la División de Ciencias de la Salud de la Universidad del Norte (Colombia) en Barranquilla (Colombia).
Salud Uninorte publica artículos originales, revisiones, descripción de casos clínicos, y artículos especiales que se consideren del ámbito de una revista en medicina clínica y ciencias biomédicas. Cada original es revisado y sometido a un proceso de evaluación por pares.
La revista está dirigida a profesionales del área de la salud y estudiantes de la Universidad del Norte y de otras universidades, hospitales e instituciones. Salud Uninorte fue fundada en 1984 y se publica dos veces al año.
Salud Uninorte se ha sometido a la evaluación y revisión por pares en importantes índices a nivel de Colombia y de Latinoamérica. Asimismo hace parte de varios índices internacionales, se encuentra incluida en Scopus y en el Scielo Citation Index. Es categoría A2 en Publindex (Índice Bibliográfico Nacional de Colombia) que clasifica a las revistas en cuatro categorías (A1, A2, B, C) de acuerdo a criterios editoriales definidos. Se ha sometido y cumplido los requisitos para hacer parte del Sistema Regional de Información en Línea para revistas científicas de América Latina, el Caribe, España y Portugal (Latindex), de la Red de Revistas Científicas de América Latina y el Caribe, España y Portugal (Redalyc), de LILACS (Literatura Latinoamericana y del Caribe en Ciencias de la Salud), las cuales son iniciativas orientadas a mejorar la visibilidad de las revistas latinoamericanas y/o a facilitar el acceso sin costo para el usuario final de acuerdo a los criterios del movimiento de acceso abierto.